# Алварис де Азеведу, Жозефина
Жузефина Альварис де Асеведу (порт. Josefina Álvares de Azevedo; 5 мая 1851 — 2 сентября 1913) — бразильская журналистка, писательница и ранняя феминистка. Писала газеты, театральные пьесы, стихи и была защитницей права бразильских женщин на голосование.
Согласно Dicionário Bibliográfico Brasileiro Аугусто Блейка, Жузефина родилась в Итабораи и приходилась сводной сестрой писателю Алварис ди Азеведу. Однако она говорила, что приходилась ему двоюродной сестрой и родилась в Ресифи, где жила до двадцати шести лет. В 1877 году она переехала в Сан-Паулу, где в 1888 году основала газету A Família. В следующем году она переехала в Рио-де-Жанейро и продолжала издаваться до 1897 года, когда ей пришлось прервать его, возобновив выпуск газеты в 1898 году.
Жузефина защищала образование женщин как важный инструмент их эмансипации. Она стремилась расширить выпускаемый тираж её газеты по всей стране, путешествуя по северным и северо-восточным регионам Бразилии. Она продвигала женское избирательное право в статье 1890 года O Direito ao Voto (с порт. — «Право голосовать»), через год после провозглашения Бразильской республики. В том же году она написала комедию O Voto Feminino (с порт. — «Голосование женщин»), которая была поставлена в Teatro Recreio Dramático. В 1890 году она собрала серию работ, опубликованных в газете, включая стихи, и отредактировала их в сборнике Retalhos.

## Биография
В 1877 году Жузефина начинает издавать газету A Família (с порт. — «Семья»). Её основная цель заключалась в освещении вопросов образования женщин, но с переменами в политической жизни в Бразилии газета перешла на отстаивание прав женщин и на то, чтобы их голоса были значимы по политическим вопросам страны. Через шесть месяцев газета начала выходить в Рио-де-Жанейро, поскольку Жузефина переехала туда. По словам Карин да Роша, координатора центра исследований женщин, литературы и общества (Федеральный университет Пернамбуку), это изменение произошло с намерением добиться бо́льшего признания газеты из-за ее близости к суду. Газета непрерывно издавалась до 1897 года, всегда желая дать женщинам право голоса в таких вопросах, как образование и политика. Через год, в 1898 году, он возвращается в обращение, что может быть по причине благодарственной записки от журнала A Mensageira. В первом выпуске A Família Жузефина писала, что пресса может служить спусковым крючком, которая может пробудить совесть человека. Таким образом, газета предназначалась для того, чтобы показать, что не было причин для существующей в то время дифференциации между мужчинами и женщинами, поскольку женщины считались нижестоящими по сравнению с мужчинами. В том же выпуске можно увидеть неудовлетворённость как Жузефины, так и других журналистов существовавшим в то время разделением отведённых ролей. По её словам, существовало два принципа: сила и порядок, причём первый делегировался мужчинам, а второй — женщинам. Таким образом, «женский пол также должен нести ответственность за изменения в обществе, поскольку они, в отличие от мужчин, могли организовывать свои дома». С провозглашением Бразильской республики в ноябре 1889 года тема о правах женщин на голосование стала ещё сильнее, поскольку в этой новой политической модели ожидалось бо́льшее равенство. Однако права женщин в этом отношении не изменились, что заставило Жузефину раскритиковать эту ситуацию в номере от 7 декабря 1889 года, говоря о несправедливости и повторяя, что единственный аспект, который следует принимать во внимание, — это интеллектуальные способности, а не принадлежность к полу.
В 1890 году Жузефина Альварис де Асеведу написала комедийную пьесу O voto feminino (с порт. — «Женский голос»), которая перед постановкой рекламировалась в некоторых выпусках A Família. Пьеса был показана в Teatro Recreio Dramático, в то время одном из самых популярных театров в Рио-де-Жанейро. Она проходила в доме супружеской пары, которая принимала на обед своего сына и зятя. Кроме них зрителями были ещё одна пара (служанка и её муж) и одинокий мужчина. Несмотря на то, что пресса хвалила её еще до дебюта, пьеса был поставлена только один раз. После этого она был опубликована ещё два раза: в нижних колонтитулах газеты A Família, а также в виде книги.

## Сотрудники газеты
Ниже приведён список сотрудников газеты A Família:
- Нарцисса Амалия (1852—1924)
- Джулия Лопес де Алмейда (1862—1934)
- Инес Сабино (1853—1911)
- Аналия Франко (1859—1919)
- Ревоката Элоиза де Мело (1860—1945)
- Джульета де Мело Монтейро (1863—1928)
- Пресилиана Дуарте де Алмейда (1867—1944)
- Мария Амелия де Кейрос (—)
- Гиомар Торрезао (1844—1898)
- Эжени Потони Пьер (—)